# Августа фон Шлезвиг-Холщайн-Зондербург-Глюксбург
Августа фон Шлезвиг-Холщайн-Зондербург-Глюксбург (на немски: Augusta von Schleswig-Holstein-Glücksburg; * 27 юни 1633, Глюксбург, Германия; † 26 май 1701, дворец Августенборг, Дания) от Дом Олденбург, е датско-германска принцеса от Шлезвиг-Холщайн-Зондербург-Глюксбург и чрез женитба първата херцогиня на Шлезвиг-Холщайн-Зондербург-Августенбург (1651 – 1689).

## Биография
Тя е третата дъщеря, от 15 деца, на херцог Филип фон Шлезвиг-Холщайн-Зондербург-Глюксбург (1584 – 1663) и съпругата му София Хедвиг фон Саксония-Лауенбург (1601 – 1660), дъщеря на херцог Франц II фон Саксония-Лауенбург.
Августа се омъжва в Копенхаген на 15 юни 1651 г. за херцог Ернст Гюнтер фон Шлезвиг-Холщайн-Зондербург-Августенбург (1609 – 1689) от странична линия на Дом Олденбург, първият херцог и основател на линията Шлезвиг-Холщайн-Зондербург-Августенбург, третият син на херцог Александер фон Шлезвиг-Холщайн-Зондербург и графиня Доротея фон Шварцбург-Зондерсхаузен. Той е правнук на датския и норвежкия крал Христиан III.
През 1660 г. (престрояване 1770 – 1776) херцог Ернст Гюнтер основава дворец Августенборг и го нарича на съпругата си Августа. Дворецът Авустенборг става главно седалище на херцогската фамилия фон Августенборг. Той и фамилията му са титулар херцози.
Тя умира на 26 май 1701 г. на 67 години.

## Деца
Августа и херцог Ернст Гюнтер имат 10 деца:
- Фридрих (1652 – 1692), женен за Анна Христина Беройтер [5]
- София Амалия (1654 – 1655)
- Филип Ернст (1655 – 1677)
- София Августа ((*/† 1657)
- Луиза Шарлота (1658 –1740), омъжена 1685 за херцог Фридрих Лудвиг фон Шлезвиг-Холщайн-Зондербург-Бек (1653 – 1728)
- Ернестина Юстина (1659 – 1662)
- Ернст Август (1660 – 1731), женен 1695 за графиня Мария Терезия фон фон Вайнберг-Фелбрюк († 1712)[6]
- Доротея Луиза (1663 – 1721), 1686 – 1721 абатиса на Итцехое
- дете († 1665)
- Фридрих Вилхелм (1668 – 1714), женен 1694 за графиня София Амалия фон Алефелд цу Лангеланд (1675 – 1741)